# Steve Perrin's Quest Rules
Steve Perrin's Quest Rules («las reglas de búsqueda de Steve Perrin», a menudo abreviado en SPQR) es un sistema de juego genérico para juegos de rol creado y comercializado por el diseñador estadounidense Steve Perrin.

## Historia
Las reglas de SPQR están basadas en las que Perrin ya había creado para el juego de rol RuneQuest, publicado por primera vez en 1978 por Chaosium y ambientado en Glorantha, el universo de ficción de Greg Stafford. Stafford y Lynn Willis (uno de sus empleados de Chaosium) simplificaron las reglas de RuneQuest (eliminando algunos elementos del juego, como los momentos de reacción o las localizaciones de golpe) para publicar un sistema de juego genérico llamado Basic Role-Playing (BRP). Iniciándose por primera vez en 1980 las ediciones de BRP se independizaron de las sucesivas ediciones ulteriores de RuneQuest (aunque al principio el libreto de reglas de BRP estuviera únicamente incluido en cajas de otros juegos, como las de la segunda edición de RuneQuest) y sirvió de base para establecer las reglas de casi todos los juegos de rol que Chaosium publicó desde entonces, como La llamada de Cthulhu (1981), Stormbringer (1981) o Pendragón (1985). Uno de esos juegos, Superworld (1983), fue un fracaso comercial para Chaosium y supuso la partida de Perrin de la empresa. Empezó entonces a trabajar como diseñador de juegos para compañías como Interplay Productions, Maxis o Spectrum Holobyte. También trabajó como freelance para las mayores empresas de juegos de los años 80 y 90 incluyendo a TSR, Inc., FASA Corporation, Hero Games, West End Games y Iron Crown Enterprises. Sólo años más tarde decidió volver a su antiguo sistema de juego, al que modificó en 2002 bajo el título de Steve Perrin's Quest Rules (SPQR).

## Sistema de juego
Como había sido el caso para BRP desde 1980, SPQR es tanto una versión simplificada de RuneQuest como un sistema genérico de juego de rol. Por ejemplo los momentos de reacción y la tabla de resistencia han sido eliminados de las reglas de SPQR, el uno porque satura el combate y el otro porque no es un sistema porcentual, y como dice Perrin en una entrevista publicada en septiembre de 2008 en la revista electrónica RPG review: the game does not need two separate systems for resolving situations («el juego no necesita dos sistemas diferentes para resolver situaciones»).

## Chaos Limited
Aparentemente el juego sólo puede ser encargado a distancia mediante un enlace titulado Chaos Limited, situado en el sitio web de Steve Perrin. Chaos Limited es la empresa creada por Perrin para vender sus juegos y productos. Posiblemente el uso de la palabra «Chaos» para bautizar su compañía sea una referencia a la compañía fundada por Greg Stafford, Chaosium, y en la que Perrin empezó su carrera profesional en tanto que diseñador de juegos.